# Pseudovadonia livida
Pseudovadonia livida es una especie de insecto coleóptero de la familia Cerambycidae. Es la única especie del género Pseudovadonia. Se distribuyen por el paleártico de Eurasia.
Miden unos 5-9 mm. Son primaverales a estivales, florícolas.